# قره‌سو (قبله)
قره‌سو (به لاتین: Qarasu) یک منطقه مسکونی در جمهوری آذربایجان است که در شهرستان قبله واقع شده است.